# Now That I've Found You (Liam Gallagher)
Now That I've Found You è un singolo del cantautore britannico Liam Gallagher, pubblicato il 25 ottobre 2019 come terzo estratto dal secondo album in studio Why Me? Why Not..

## Descrizione
Quarta traccia dell'album, è dedicata alla figlia di Gallagher, Molly, avuta da Lisa Moorish. A tal proposito il cantante ha dichiarato: 

## Tracce
1. Now That I've Found You – 3:20